# Evterpa
Evterpa (starogrško starogrško Ευτέρπη: Eutérpe) je bila muza glasbe v grški mitologiji. Običajno je predstavljena s flavto. Po mnenju nekaterih je izumila avlos, grško dvojno piščal. 
Po njej se imenuje tudi asteroid 27 Evterpa (Euterpe).